# Chiara Saraceno
Chiara Saraceno (Milano, 20 ottobre 1941) è una sociologa e filosofa italiana.

## Biografia
Laureata in Filosofia, fino al 2008 è stata docente di Sociologia della famiglia nella Facoltà di Sociologia dell'Università di Trento e in seguito nella Facoltà di Scienze politiche all'Università degli Studi di Torino. Dall'ottobre 2006 a giugno 2011 è stata docente di ricerca presso il Wissenschaftszentrum für Sozialforschung di Berlino. Attualmente è honorary fellow al Collegio Carlo Alberto di Torino.
È una delle sociologhe italiane di maggior fama. Importanti i suoi studi sulla famiglia, sulla questione femminile, sulla povertà e le politiche sociali.
Ha ricoperto numerosi incarichi accademici, anche a livello internazionale, e istituzionali in Italia. Ha partecipato a due commissioni governative sugli studi sulla povertà, la prima, presieduta da Ermanno Gorrieri, voluta dall'allora presidente del consiglio Bettino Craxi, successivamente, dal 1996 al 2001, a quella istituita dall'allora ministra della solidarietà sociale Livia Turco. Tra il 1999 e il 2001 ne è anche stata la presidente. A marzo 2021 è stata nominata dal Ministro del lavoro Orlando presidente del comitato scientifico per la valutazione del Reddito di cittadinanza.
È anche collaboratrice dei siti lavoce.info, neodemos.it, sbilanciamoci.info, ingenere.it ed il mulino.it, nonché editorialista dei quotidiani la Repubblica e la Stampa.
Nel 2005 è stata nominata Grand'ufficiale della Repubblica Italiana dal Presidente Carlo Azeglio Ciampi.
Nel 2011 è stata nominata corresponding fellow della British Academy.
Nel 2017 ha ricevuto il Premio Feronia-Città di Fiano.
A novembre 2023 ha ricevuto dall'Accademia dei Lincei il premio internazionale "Prof. Luigi Tartufari" per l'ambito Economia e società.

## Vita privata
È sposata con il politologo Gian Enrico Rusconi.

## Pubblicazioni (selezione)
- La famiglia naturale non esiste. Intervista di Maria Novella De Luca, Laterza, Bari, 2025 ISBN 978-88-581-5424-3

- La povertà in Italia (con David Benassi ed Enrica Morlicchio), il Mulino, Bologna, 2022. ISBN 978-88-15-29847-8
- Advanced Introduction to Family Policy, Edward Elgar, Cheltenham, 2022, ISBN 978 1 83910 115 1
- Poverty in Italy (con D. Benassi e E. Morlicchio), Policy Press, Bristol 2020. ISBN 978-1-4473-5221-1
- L'equivoco della famiglia, Laterza, Bari, 2017 ISBN 978-88-581-2743-8
- Mamme e papà. Gli esami non finiscono mai, il Mulino, Bologna ISBN 978-88-15-26631-6
- Il lavoro non basta. La povertà in Europa negli anni della crisi, Feltrinelli, Milano 2015 ISBN 978-88-07-10513-5
- Il welfare. Modelli e dilemmi della cittadinanza sociale, il Mulino, Bologna 2013.ISBN 978-88-15-24480-2 (nuova edizione aggiornata 2021)
- Eredità, Rosenberg & Sellier, Torino 2013. ISBN 978-88-7885-207-5
- con Manuela Naldini, Sociologia della famiglia, il Mulino, terza ed. aggiornata, Bologna 2013. ISBN 978-88-15-24584-7
- con Nicola Sartor, Giuseppe Sciortino (eds), Stranieri e disuguali, il Mulino, Bologna 2013. ISBN 978-88-15-24643-1
- con Jane Lewis, Arnlaug Leira (eds), Families and Family policies, Edward Elgar, Cheltenham 2012. ISBN 978-1-84844-782-0
- con Manuela Naldini, Conciliare famiglia e lavoro. Vecchi e nuovi patti tra sessi e generazioni, il Mulino 2011 ISBN 978-88-15-23304-2
- Cittadini a metà, Rizzoli, Milano 2012. ISBN 978-88-17-05510-9
- Coppie e famiglie. Non è questione di natura, Feltrinelli, Milano 2012 (2ª edizione aggiornata 2016). ISBN 978-88-07-10487-9
- con Giuseppe Laras, Onora il padre e la madre, il Mulino, Bologna 2010. ISBN 978-88-15-13777-7
- con Andrea Brandolini e Antonio Schizzerotto (eds.), Dimensioni della disuguaglianza in Italia: povertà, salute, abitazione, il Mulino, Bologna 2009. ISBN 978-88-15-13314-4
- Families, Ageing and Social Policy. Intergenerational Solidarity in European Welfare States, Cheltenham, UK: Edward Elgar, 2008.ISBN 978-1-84720-648-0
- con Leira, Arnlaug (eds.), Childhood: Changing Contexts. Comparative Social Research, Vol. 25, Bingley, UK: Emerald 2008. ISBN 978-0-76-23-1419-5
- con Alber, Jens e Tony Fahey (eds.), Handbook of Quality of Life in the Enlarged European Union, London: Routledge 2007. ISBN 0-415-42467-4
- a cura di, Dinamiche assistenziali in Europa, il Mulino, Bologna 2004.
- con Andrea Brandolini (eds.), Povertà e benessere. Una geografia delle disuguaglianze in Italia, Ricerche e studi dell'Istituto Cattaneo, il Mulino 2007. ISBN 978-88-15-12060-1
- Mutamenti della famiglia e politiche sociali in Italia, il Mulino, Bologna 2003.
- a cura di, Diversi da chi? Gay, lesbiche e transessuali in una città metropolitana, Guerrini, Milano 2003.
- a cura di, Social assistance Dynamics in Europe, Bristol, Policy Press, 2002. ISBN 1-86134-314-0
- con Manuela Naldini, Sociologia della famiglia, il Mulino, Bologna 2001 (quarta ed. 2021). ISBN 978-88-15-29014-4
- con Marzio Barbagli, Separarsi in Italia, il Mulino, Bologna 1998.
- a cura di,con Simonetta Piccone Stella, Genere. La costruzione sociale del femminile e del maschile, Il mulino, Bologna, 1996, ISBN 88-15-05523-1
- con Nicola Negri, Le politiche contro la povertà in Italia, il Mulino, Bologna 1996.
- Sociologia della famiglia, il Mulino, Bologna 1988 (seconda ed. 1996).
- Pluralità e mutamento. Riflessioni sull'identità femminile, Franco Angeli, Milano 1987 (quarta ed. 1992).
- a cura di, Il lavoro mal diviso, De Donato, Bari 1980.
- Anatomia della famiglia, De Donato, Bari 1976 (terza ed. 1978).
- con Gian Enrico Rusconi, Ideologia religiosa e conflitto sociale, De Donato, Bari 1970.
- Dalla parte della donna, De Donato, Bari 1970.
- prefazione a Joel Bakan (2012), Assalto all’infanzia.Come le corporation stanno trasformando i nostri figli in consumatori sfrenati, Milano, Giangiacomo Feltrinelli Editore, trad di Stefano Valenti, ISBN 978-88-07-17228-1

Articoli su riviste scientifiche e volumi nazionali ed internazionali. Tra i più recenti:
- Retrenching, Recalibrating, Pre-Distributing. The Welfare State Facing Old and New Inequalities, Structural Change and Economic Dynamics, 51, C, 2019, pp. 35-41
- “Aging women under pressure in Italian families”, Ethnologie Française, 171, 3, pp. 439-451, 2018
- Keck Wolfgang and Chiara Saraceno, The Impact of Different Social-Policy Frameworks on Social Inequalities among Women in the European Union: The Labour-Market Participation of Mothers, Social Politics: International Studies in Gender, State & Society, 2013, Online first, May 2013.
- Nazio Tiziana, Saraceno Chiara, Does Cohabitation Lead to Weaker Intergenerational Bonds Than Marriage? A Comparison Between Italy and the United Kingdom, European Sociological Review, 3, 29, 2013, pp. 549-564.
- Saraceno, Chiara and Keck, Wolfgang, “Towards an integrated approach for the analysis of gender equity in policies supporting paid work and care responsibilities”, Demographic Research, Vol. 25, 11, 2011, pp. 471-306.
- (EN) Chiara Saraceno e Manuela Naldini, Social and Family Policies in Italy: Not Totally Frozen but Far from Structural Reforms (abstract), vol. 42, n. 7, Wiley Online Library, 30 ottobre 2008,  pp. 733-748, DOI:10.1111/j.1467-9515.2008.00635.x. URL consultato il 23 novembre 2022 (archiviato dall'url originale il 23 novembre 2022).
- (EN) Chiara Saraceno, Social inequalities in facing old-age dependency: a bi-generational perspective (abstract), vol. 20, n. 1, SAGE journals, 4 febbraio 2010, DOI:10.1177/0958928709352540. URL consultato il 23 novembre 2022 (archiviato dall'url originale il 23 novembre 2022).
- W. Keck, Chiara Saraceno, Can we identify intergenerational policy regimes in Europe?, in European Societies, 12(5), 2010, pp. 675–696. http://www.informaworld.com/smpp/content~content=a923378827.
- Trudie Knijn, Chiara Saraceno, Changes in the Regulation of Responsibilities Towards Childcare Needs in Italy and the Netherlands: Different Timing, Increasingly Different Approaches, Journal of European Social Policy, 2010, 20(5), pp. 444–455. http://esp.sagepub.com/content/20/5/444.short.
- Childcare needs and childcare policies: A multidimensional issue, Current Sociology, 59 (1), 2011, pp. 78–96. http://csi.sagepub.com/content/59/1/78.abstract Archiviato il 26 marzo 2013 in Internet Archive.